# Rally Serras de Fafe

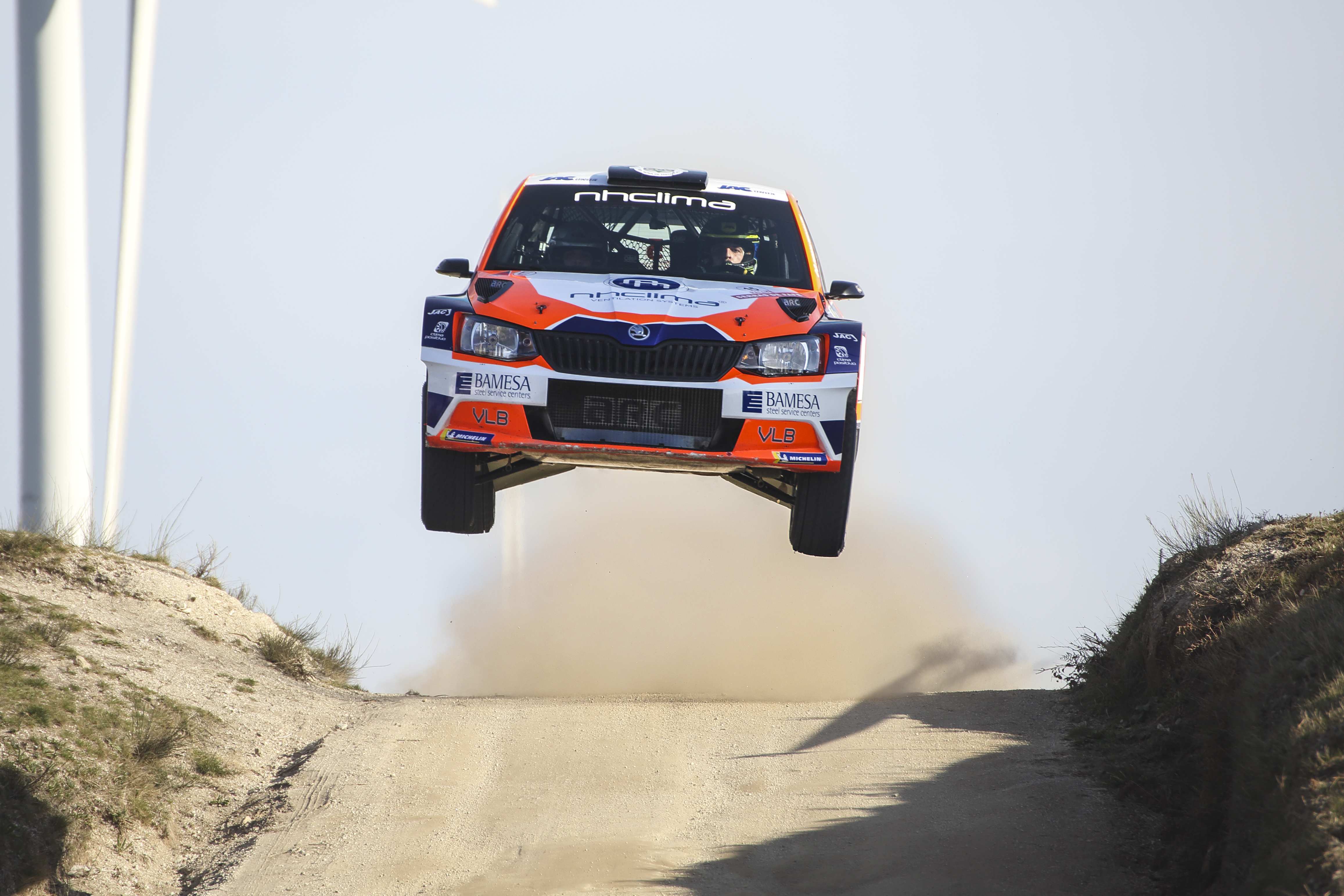
32. Rallye Serras de Fafe - Il pilota portoghese Pedro Almeida al volante della Skoda Fabia R5

Il Rally Serras de Fafe (detto anche Rally Serras de Fafe e Felgueiras) è un evento internazionale di rally che si svolge in Portogallo nella Região Norte dal 1955. Sin dal 1968 è una tappa fissa del campionato nazionale portoghese mentre nel 2021 è entrato a far parte anche del campionato europeo rally.
Nel corso degli anni ha cambiato più volte nome: "Rally Antas" dagli inizi sino alla metà degli anni settanta, dal 1986 al 2009 "Rali do Futebol Clube do Porto" o "Rali do Porto", in quanto veniva organizzato dall'omonima società calcistica di Porto, e Rally Serras de Fafe a partire dal 2010. Sin dalla metà degli anni ottanta ha sede a Fafe, cittadina nel territorio della quale si svolge inoltre la giornata conclusiva del rally del Portogallo, appuntamento classico del campionato del mondo rally.

## Albo d'oro
| Anno | Denominazione                                                                        | Vincitori                                 | Auto                        | Scuderia                                 | Validità                                   |
| ---- | ------------------------------------------------------------------------------------ | ----------------------------------------- | --------------------------- | ---------------------------------------- | ------------------------------------------ |
| 1955 | 1º Rallye às Antas                                                                   | Ernesto Martorell nd                      | Denzel                      | -                                        | -                                          |
| 1956 | 2º Rallye às Antas                                                                   | António Leitão de Oliveira nd             | AC                          | -                                        | -                                          |
| 1957 | 3º Rallye às Antas                                                                   | Abílio Correia Lobo nd                    | Alfa Romeo                  | -                                        | -                                          |
| 1958 | 4º Rallye às Antas                                                                   | António Leitão de Oliveira nd             | AC                          | -                                        | -                                          |
| 1968 | Rali às Barragens Norte                                                              | José Bernardino Lampreia Vilalobos Santos | Renault 8 Gordini           | -                                        | Campionato portoghese                      |
| 1969 | 5º Rallye às Antas                                                                   | Mabílio de Albuquerque Pedro Cameira      | Porsche 911                 | -                                        | Campionato portoghese                      |
| 1970 | 6º Rallye às Antas                                                                   | Francisco Santos Nogueira da Silva        | Ford Escort Twin Cam        | -                                        | Campionato portoghese                      |
| 1971 | 7º Rallye às Antas                                                                   | Giovanni Salvi José Arnaud                | Porsche 911 L               | -                                        | Campionato portoghese                      |
| 1972 | 8º Rallye às Antas                                                                   | António Carlos Oliveira "Barata"          | Datsun 240Z                 | Firestone                                | Campionato portoghese                      |
| 1973 | 9º Rali às Antas                                                                     | Luís Netto Manuel Coentro                 | Fiat 124 Abarth Rally       | -                                        | Campionato portoghese                      |
| 1974 | Rali às Antas                                                                        | L'evento è stato cancellato               | L'evento è stato cancellato | L'evento è stato cancellato              | -                                          |
| 1976 | 10º Rali às Antas                                                                    | António Diegues Henrique Alegria          | Opel 1904 SR                | -                                        | Campionato portoghese                      |
| 1977 | 11º Rali Arbo                                                                        | Jorge Ortigão Miguel Sottomayor           | Opel 1904 SR                | Arbö                                     | Campionato portoghese                      |
| 1978 | 12º Rali Internacional Arbo                                                          | Jorge Ortigão Miguel Sottomayor           | Opel 1904 SR                | James                                    | Campionato portoghese                      |
| 1979 | 13º Rali Internacional do Futebol Clube do Porto                                     | Mário Silva José Nobre                    | Ford Escort RS 1800         | Miura Racing Team                        | Campionato portoghese                      |
| 1980 | 14º Rali Internacional do Futebol Clube do Porto                                     | Mário Silva Pedro de Almeida              | Ford Escort RS 1800         | Miura / CAMAC                            | Campionato portoghese                      |
| 1981 | 15º Rali do Futebol Clube do Porto                                                   | António Santinho Mendes Filipe Lopes      | Datsun Violet 160J          | Salora Team                              | Campionato portoghese                      |
| 1982 | Rali Internacional Dão Lafões / FC Porto                                             | Joaquim Santos Miguel Oliveira            | Ford Escort RS 1800         | Diabolique Motorsport                    | Campionato portoghese                      |
| 1983 | Rali Internacional Dão Lafões                                                        | João Santos Manuel Almeida Marques        | Fiat 131 Abarth Rally       | Acal Squadra Corse                       | Campionato portoghese                      |
| 1984 | Rali Internacional Serra do Marão                                                    | Joaquim Santos Miguel Oliveira            | Ford Escort RS 1800         | Diabolique Motorsport                    | Campionato portoghese                      |
| 1985 | Rali Internacional Serra do Marão                                                    | Joaquim Moutinho Edgar Fortes             | Renault 5 Turbo             | Renault Galp                             | Campionato portoghese                      |
| 1986 | Rallye do Porto                                                                      | Joaquim Moutinho Edgar Fortes             | Renault 5 Turbo             | Renault Galp                             | Campionato portoghese                      |
| 1987 | Rallye do Porto                                                                      | Manuel Mello Breyner Alfredo Lavrador     | Renault 11 Turbo            | Renault Galp                             | Campionato portoghese                      |
| 1988 | 1º Rali do Porto                                                                     | Carlos Bica Fernando Prata                | Lancia Delta HF 4WD         | Duriforte Construções                    | Campionato portoghese                      |
| 1989 | 2º Rali do Porto                                                                     | Carlos Bica Fernando Prata                | Lancia Delta HF 4WD         | Duriforte Tabaqueira                     | Campionato portoghese                      |
| 1990 | 3º Rali Esso / Futebol Clube do Porto                                                | António Coutinho Cândido Júnior           | Toyota Celica GT-Four ST165 | Team Salvador Caetano / Mobil            | Campionato portoghese                      |
| 1991 | 4º Rali Esso / Futebol Clube do Porto                                                | Carlos Bica Fernando Prata                | Lancia Delta Integrale 16V  | Duriforte Tabaqueira                     | Campionato portoghese                      |
| 1992 | 5º Rali Esso / Futebol Clube do Porto                                                | José Miguel Luís Lisboa                   | Ford Sierra RS Cosworth 4x4 | Rodamsport                               | Campionato portoghese                      |
| 1993 | 6º Rali Internacional Esso / FC Porto                                                | José Miguel António Manuel                | Ford Sierra RS Cosworth 4x4 | Rodamsport                               | Campionato portoghese                      |
| 1994 | 7º Rali Porto Petróleos / FC Porto                                                   | Fernando Peres Ricardo Caldeira           | Ford Escort RS Cosworth     | Totta Peres Competição                   | Campionato portoghese                      |
| 1995 | 8º Rali Porto Petróleos / FC Porto                                                   | Fernando Peres Ricardo Caldeira           | Ford Escort RS Cosworth     | Totta Peres Competição                   | Campionato portoghese                      |
| 1996 | 9º Rali Esso / Futebol Clube do Porto                                                | Fernando Peres Ricardo Caldeira           | Ford Escort RS Cosworth     | Totta Peres Competição                   | Campionato portoghese                      |
| 1997 | 10º Rali Esso / Futebol Clube do Porto                                               | Fernando Peres Ricardo Caldeira           | Ford Escort RS Cosworth     | Totta Peres Competição                   | Campionato portoghese                      |
| 1998 | 11º Rali Esso / Futebol Clube do Porto                                               | Adruzilo Lopes Luís Lisboa                | Peugeot 306 Maxi            | Peugeot Esso Silver Team SG              | Campionato portoghese                      |
| 1999 | 12º Rali Esso / F.C. Porto                                                           | Pedro Matos Chaves Sérgio Paiva           | Toyota Corolla WRC          | Telecel Castrol Team                     | Campionato portoghese                      |
| 2000 | 13º Rali Esso / F.C. Porto                                                           | Adruzilo Lopes Luís Lisboa                | Peugeot 206 WRC             | Peugeot Esso Silver Team SG              | Campionato portoghese                      |
| 2001 | 14º Rallye F.C. Porto                                                                | Rui Madeira Fernando Prata                | Ford Focus WRC 01           | Ford Galp Racing                         | Campionato portoghese                      |
| 2002 | 15º Rallye F.C. Porto                                                                | Miguel Campos Carlos Magalhães            | Peugeot 206 WRC             | Peugeot Esso Silver Team SG              | Campionato portoghese                      |
| 2003 | 16º Rallye F.C. Porto                                                                | Fernando Peres José Pedro Silva           | Ford Escort RS Cosworth     | -                                        | Campionato portoghese                      |
| 2004 | 17º Rallye F.C. Porto                                                                | Pedro Leal Luís Ramalho                   | Mitsubishi Lancer Evo VII   | -                                        | Campionato portoghese                      |
| 2005 | 18º Rallye F.C. Porto                                                                | Fernando Peres José Pedro Silva           | Mitsubishi Lancer Evo VIII  | -                                        | Campionato portoghese                      |
| 2006 | 19º Rallye F.C. Porto                                                                | Miguel Campos Carlos Magalhães            | Subaru Impreza WRX STi      | Team Galp Energia / TMN                  | Campionato portoghese                      |
| 2007 | 20º Rallye F.C. Porto                                                                | Bruno Magalhães Paulo Grave               | Peugeot 207 S2000           | Peugeot Total                            | Campionato portoghese                      |
| 2008 | 21º Rallye F.C. Porto                                                                | Bruno Magalhães Mário Castro              | Peugeot 207 S2000           | Peugeot Total                            | Campionato portoghese                      |
| 2009 | 22º Rallye F.C. Porto                                                                | Bruno Magalhães Carlos Magalhães          | Peugeot 207 S2000           | Peugeot Total                            | Campionato portoghese                      |
| 2010 | 23º Rallye Serras de Fafe                                                            | Bernardo Sousa Nuno Rodrigues da Silva    | Ford Fiesta S2000           | Team Ford / Quinta do Lorde              | Campionato portoghese                      |
| 2011 | 24º Rallye Serras de Fafe                                                            | Vitor Lopes Hugo Magalhães                | Subaru Impreza WRX STi      | -                                        | Campionato portoghese                      |
| 2012 | 25º Rallye Serras de Fafe                                                            | Pedro Peres Tiago Ferreira                | Mitsubishi Lancer Evo IX    | -                                        | Campionato portoghese                      |
| 2013 | 26º Rallye Serras de Fafe                                                            | Bernardo Sousa Nuno Rodrigues da Silva    | Peugeot 207 S2000           | -                                        | Campionato portoghese                      |
| 2014 | 27º Rallye Serras de Fafe                                                            | Pedro Meireles Mário Castro               | Škoda Fabia S2000           | -                                        | Campionato portoghese                      |
| 2015 | 28º Rallye Serras de Fafe                                                            | Ricardo Moura António Costa               | Ford Fiesta R5              | -                                        | Campionato portoghese                      |
| 2016 | 29º Rali Serras de Fafe                                                              | José Pedro Fontes Inês Ponte              | Citroën DS3 R5              | Citroën Vodafone Team                    | Campionato portoghese                      |
| 2017 | 30º Rali Serras de Fafe                                                              | Pedro Meireles Mário Castro               | Škoda Fabia R5              | -                                        | Iberian Rally Trophy Campionato portoghese |
| 2018 | 31º Rali Serras de Fafe                                                              | Ricardo Moura António Costa               | Ford Fiesta R5              | ARC Sport                                | Iberian Rally Trophy Campionato portoghese |
| 2019 | 32º Rallye Serras de Fafe                                                            | Dani Sordo Carlos del Barrio              | Hyundai i20 R5              | Hyundai Motorsport N                     | Iberian Rally Trophy Campionato portoghese |
| 2020 | 33º Rallye Serras de Fafe e Felgueiras                                               | Armindo Araújo Luís Ramalho               | Škoda Fabia Rally2 Evo      | Team Armindo Araújo / The Racing Factory | Iberian Rally Trophy Campionato portoghese |
| 2021 | 34º Rally Serras de Fafe e Felgueiras                                                | Andreas Mikkelsen Elliott Edmondson       | Škoda Fabia Rally2 Evo      | Toksport WRT                             | ERC                                        |
| 2022 | 35º Rally Serras de Fafe - Felgueiras - Cabreira e Boticas                           | Nil Solans Marc Martí                     | Volkswagen Polo GTI R5      | Rallye Team Spain                        | ERC                                        |
| 2023 | 36° Rally Serras de Fafe, Felgueiras, Boticas, Vieira do Minho e Cabeceiras de Basto | Hayden Paddon John Kennard                | Hyundai i20 N Rally2        | BRC Racing Team                          | ERC                                        |
| 2024 | 37° Rali Serras de Fafe - Felgueiras - Boticas e Cabeceiras de Basto                 | Kris Meeke James Fulton                   | Hyundai i20 N Rally2        | Team Hyundai Portugal                    | Campionato portoghese                      |
| 2025 | 38° Rali Serras de Fafe - Felgueiras - Boticas e Cabeceiras de Basto                 | Kris Meeke Stuart Loudon                  | Toyota GR Yaris Rally2      | Toyota Gazoo Racing Caetano Portugal     | Campionato portoghese                      |